# Psocidus
Psocidus är ett släkte av insekter som beskrevs av John Victor Pearman 1934. Psocidus ingår i familjen storstövsländor.
Släktet innehåller bara arten Psocidus flavonimbatus.